# Zosteria nigrifemorata
Zosteria nigrifemorata là một loài ruồi trong họ Asilidae. Zosteria nigrifemorata được Daniels miêu tả năm 1987. Loài này phân bố ở miền Australasia.